# Comté de Franklin (Maine)
Pour les articles homonymes, voir Comté de Franklin.
Le comté de Franklin est un comté de l'État du Maine aux États-Unis. Son siège est Farmington. Selon le recensement de 2010, sa population est de 30 768 habitants.

## Géographie
Le comté a une superficie de 4 518 km2, dont 4 398 km2 est de terre.

### Géolocalisation
| Le Granit (Québec) |                      | Comté de Somerset |
|                    | Comté de Franklin    |                   |
| Comté d'Oxford     | Comté d'Androscoggin | Comté de Kennebec |

## Photos

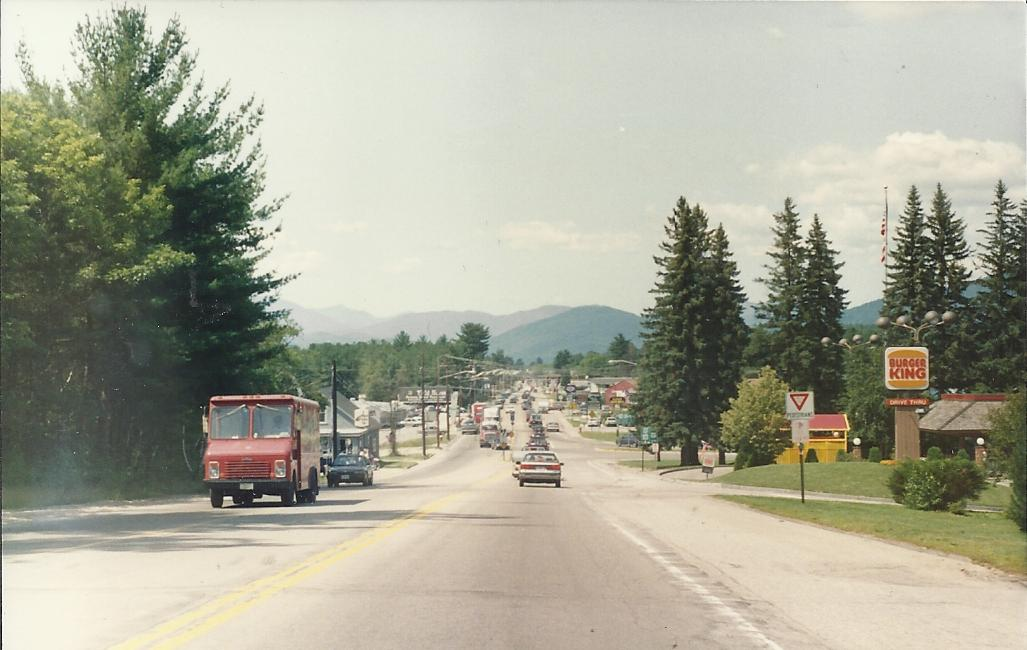
Farmington, siège du comté.
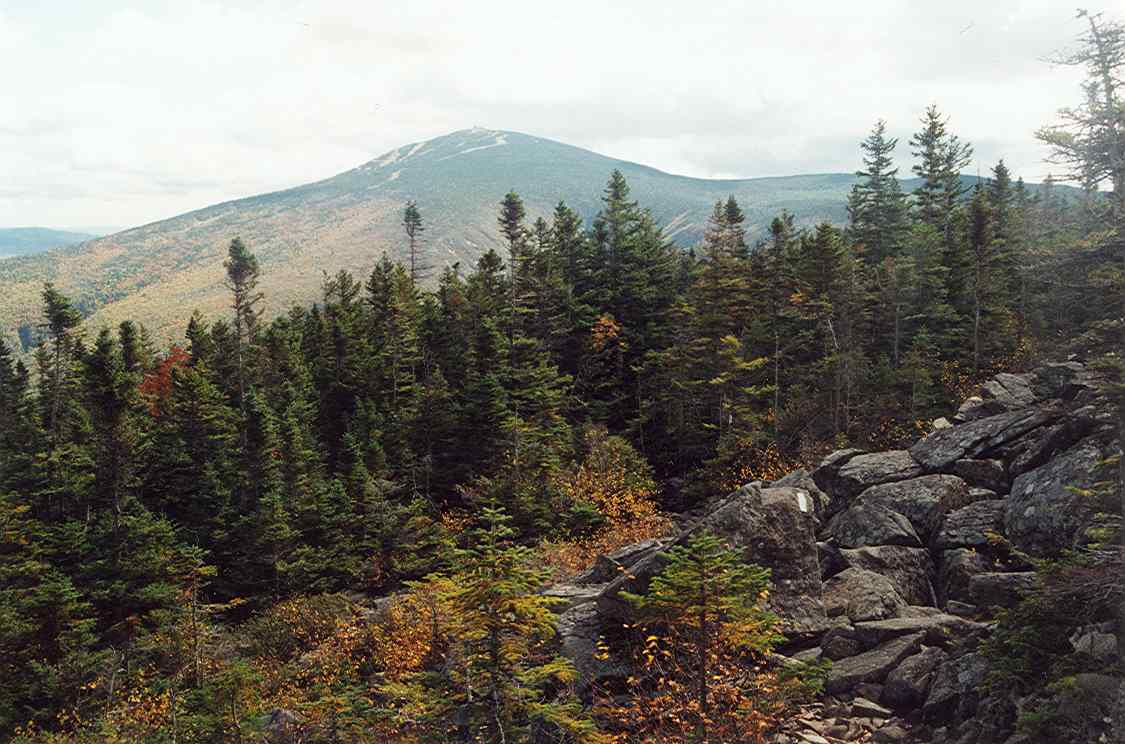
Sugarloaf Mountain.
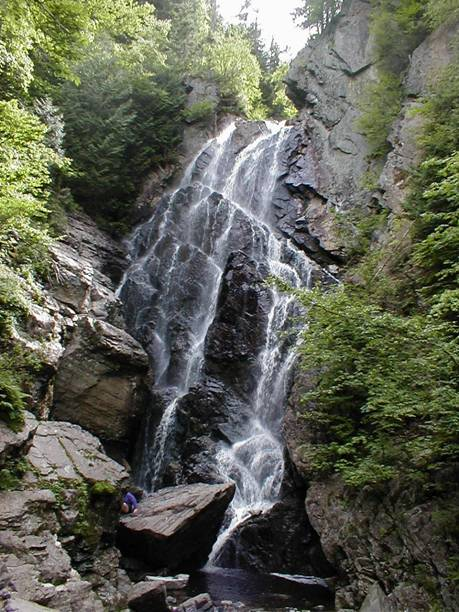
Angel Falls, une chute d'eau dans les Montagnes Blanches.
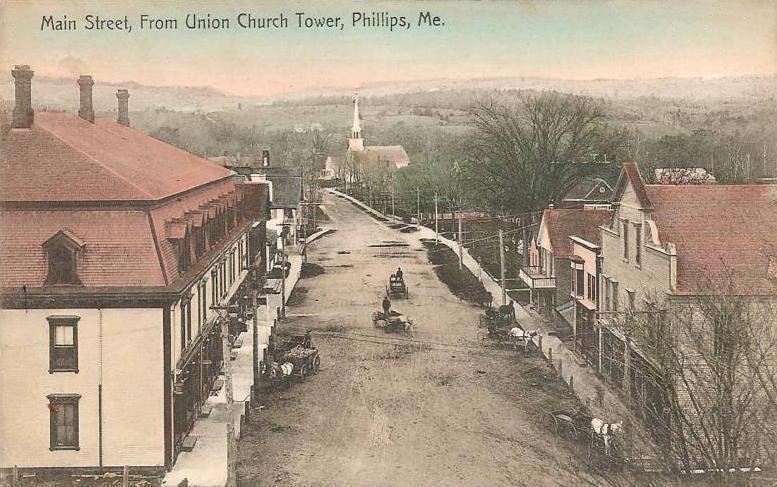
Rue principale de Phillips (1907).
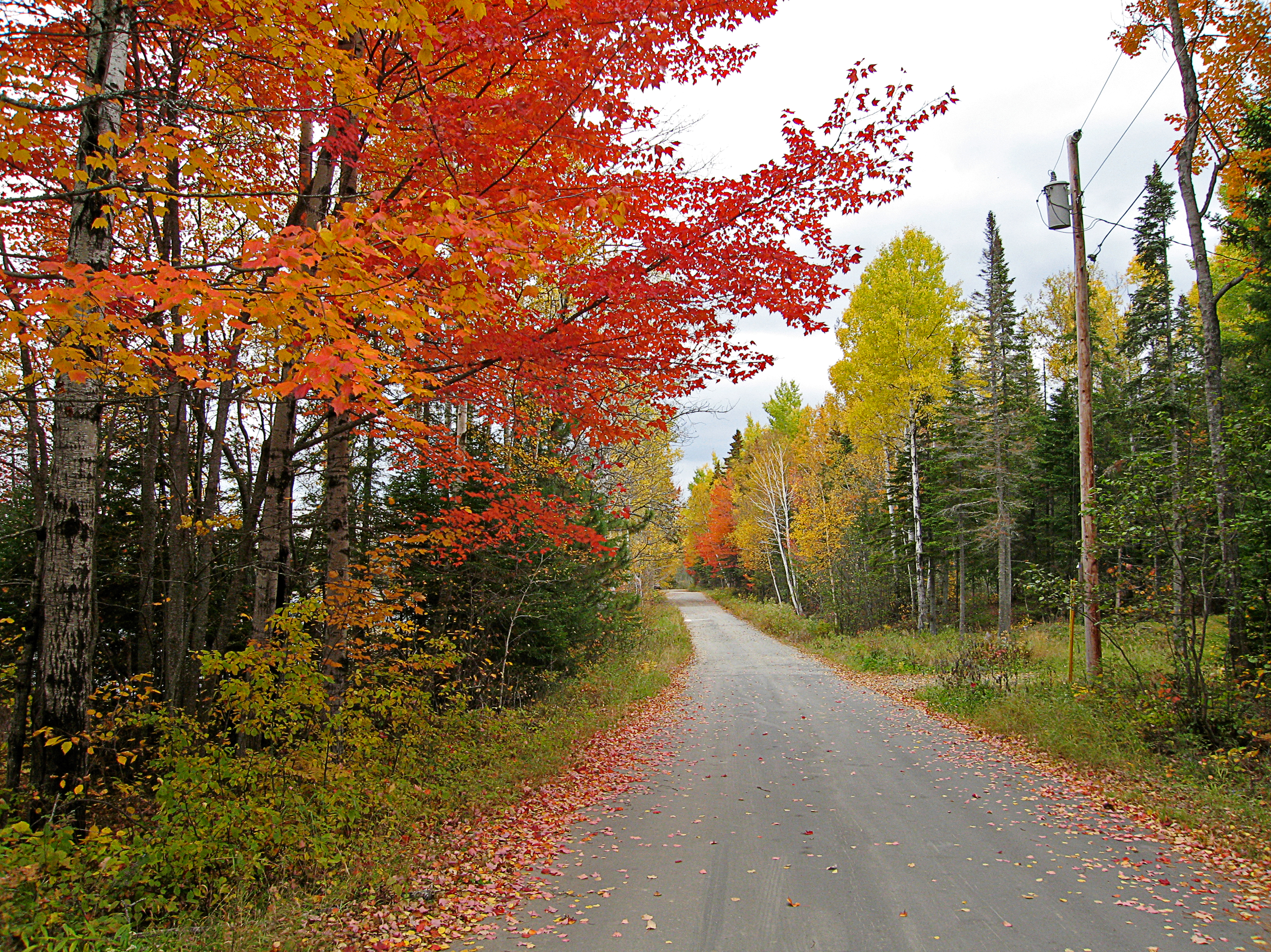
Eustis.
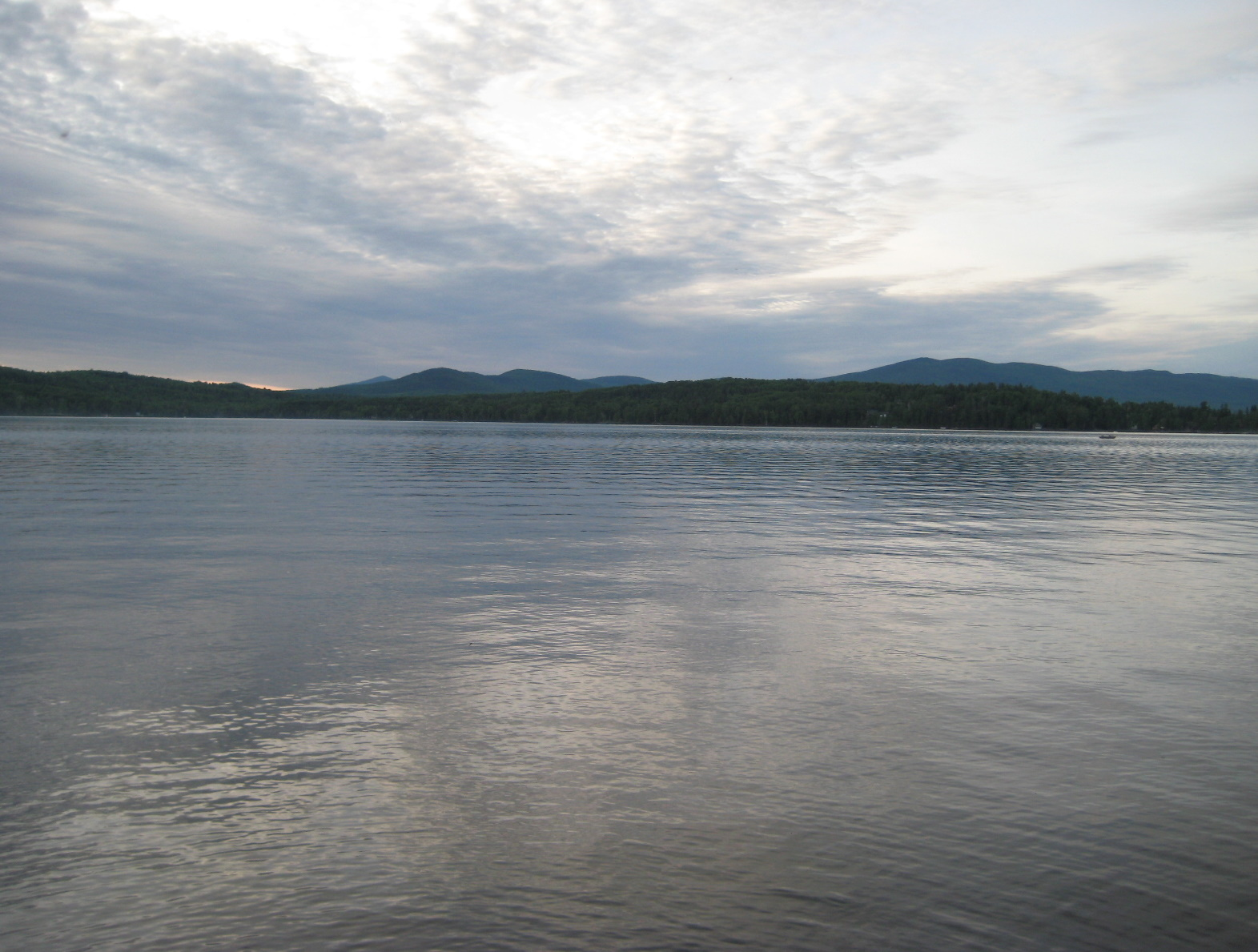
Le lac Rangeley, vu de sa rive sud.